# 大茹內峰
45°40′02″N 06°30′04″E / 45.66722°N 6.50111°E
大茹內峰（法語：Pointe de la Grande Journée），是法國的山峰，位於該國東南部，由奧文尼-隆-阿爾卑斯大區負責管轄，屬於博福爾坦山的一部分，海拔高度2,460米，每年平均降雨量1,567毫米。